# Ron Sedlbauer
Ronald Andrew „Ron“ Sedlbauer (* 22. Oktober 1954 in Burlington, Ontario) ist ein ehemaliger kanadischer Eishockeyspieler und -funktionär, der im Verlauf seiner aktiven Karriere zwischen 1971 und 1982 unter anderem 435 Spiele für die Vancouver Canucks, Chicago Black Hawks und Toronto Maple Leafs in der National Hockey League (NHL) auf der Position des linken Flügelstürmers bestritten hat.

## Karriere
Sedlbauer verbrachte seine Juniorenkarriere zwischen 1971 und 1974 bei den Hamilton Red Wings und Kitchener Rangers in der Ontario Hockey Association (OHA). Dabei sammelte der groß gewachsene Flügelstürmer in 173 Einsätzen insgesamt 113 Scorerpunkte. Letztlich führten die 54 Scorerpunkte in ebenso vielen Spielen in seinem dritten und letzten Juniorenjahr dazu, dass er sowohl im NHL Amateur Draft 1974 in der zweiten Runde an 23. Stelle von den Vancouver Canucks aus der National Hockey League (NHL) als auch im WHA Amateur Draft 1974 in der vierten Runde an 57. Position von den Toronto Toros aus der zu dieser Zeit mit der NHL in Konkurrenz stehenden World Hockey Association (WHA) ausgewählt.
Der Offensivspieler entschied sich nach den Drafts im Frühsommer 1974 einen Vertrag bei den Vancouver Canucks zu unterzeichnen, wo er in der Spielzeit 1974/75 primär zunächst im Farmteam Seattle Totems in der Central Hockey League (CHL) eingesetzt wurde. Zur folgenden Saison gelang Sedlbauer schlussendlich der endgültige Sprung ins NHL-Aufgebot der Canucks. Obwohl er in den drei folgenden Spieljahren stets über drei 30 Scorerpunkte erzielte, bestritt der Kanadier auch immer wieder Spiele für die Tulsa Oilers in der CHL. Erst in der Saison 1978/79 gelang Sedlbauer der endgültige Durchbruch, als er mit 40 Toren – zur damaligen Zeit ein Franchise-Rekord – und 56 Scorerpunkten in beiden Kategorien der erfolgreichste Spieler im Team Vancouvers war. Dennoch wurde er noch in der ersten Hälfte der folgenden Spielzeit im Tausch für Dave Logan und Harold Phillipoff an die Chicago Black Hawks abgegeben.
Bei den Black Hawks verbrachte der Angreifer zwei durchwachsene Spielzeiten, in denen er nicht mehr an die Erfolgssaison in Vancouver anknüpfen konnte. Bereits 14 Monate nach dem Transfergeschäft wurde Sedlbauer im Februar 1981 an die Toronto Maple Leafs verkauft, wo er seine letzte NHL-Saison beendete. Seine Karriere ließ er in der Spielzeit 1981/82 bei den Cincinnati Tigers in der CHL ausklingen und beendete mit 28 Jahren seine Karriere als Aktiver frühzeitig.
Nach seinem Karriereende kehrte Sedlbauer in seinen Geburtsort Burlington in der Provinz Ontario zurück und arbeitete dort in einer Führungsposition in der familieneigenen Schuhmacherei. Zudem erwarb er Anfang der 2010er-Jahre das Juniorenteam der Burlington Cougars aus seiner Heimatstadt, das in der Ontario Junior Hockey League (OJHL) beheimatet ist, und fungiert seitdem als deren Präsident.

## Karrierestatistik
(Legende zur Spielerstatistik: Sp oder GP = absolvierte Spiele; T oder G = erzielte Tore; V oder A = erzielte Assists; Pkt oder Pts = erzielte Scorerpunkte; SM oder PIM = erhaltene Strafminuten; +/− = Plus/Minus-Bilanz; PP = erzielte Überzahltore; SH = erzielte Unterzahltore; GW = erzielte Siegtore; 1 Play-downs/Relegation; Kursiv: Statistik nicht vollständig)